# إد نيومان
إد نيومان (بالإنجليزية: Ed Newman)‏ هو لاعب كرة قدم أمريكية أمريكي، ولد في 4 يونيو 1951 في بروكلين في الولايات المتحدة.

## وصلات خارجية
- إد نيومان على موقع مرجع كرة القدم المحترفة.كوم (الإنجليزية)